# Letland
Republikken Letland (lettisk: Latvijas Republika, letgallisk: Latvejis Republika, livisk: Leţmō Vabāmō) er et land i Baltiske region i Nordeuropa. Landet har grænse til Østersøen. Estland og Litauen er Letlands nabolande mod henholdsvis nord og syd. I øst grænser landet op til Rusland og Hviderusland. Landareal 64.589 km². Landet bebos af 1,89 millioner (primo 2021). For befolkningspyramider til 2100, se under Ukraine#Eksterne henvisninger.

## Historie
Letland (lettisk: Latvija, letgallisk: Latveja, russisk: Латвия (tr. Latvija), tysk: Lettland, latin: Lettonia) blev først et konkret geografisk område efter uafhængigheden i 1918. Før den tid var Letland hovedsagelig opdelt i regionerne Livland, Kurland, Semgallen, Letgallen (Latgale) samt større byer med privilegerede rettigheder. Regionernes og byernes administrative størrelser har gennem de forgangne århundreder ændret sig.
Efter den tyske biskop Albert gik i land i 1201 og grundlagde Riga, var områder der i dag udgør Letland og Estland i det fælles forvaltningsområde Terra Mariae. Livland oplevede højden af sin historie i perioden fra dets grundlæggelse til 1500-tallet, hvorefter landet blev svækket. Derefter fik Polen-Litauen større indflydelse. I 1621 blev Livland erobret af den svenske konge Gustav 2. Adolf, og det blev svensk i 1629. I slutningen af 1600-tallet drev Kurland gruberne på Eidsvoll og Kongsberg i Norge. Hertugdømmet Kurland forblev selvstændigt, trods eroberingen af det restende Livland. Efter Slaget ved Poltava i 1709 blev Livland russisk, og Kurland fulgte efter i 1795.
Den 18. november 1918 erklærede Letland sig de facto selvstændigt fra Tyskland og Rusland - en selvstændighed som blev anerkendt den 11. august 1920 efter afslutningen på den Lettiske krig for uafhængighed. I 1934 indførtes diktatur ved et statskup og Kārlis Ulmanis fungerede som præsident. Den 17. juni 1940 blev landet okkuperet af sovjetiske styrker og blev en sovjetrepublik som følge af Molotov-Ribbentrop-pagten. 1941 blev Letland invaderet af nazi-Tyskland og blev igen invaderet i årene 1944 til 1945 af Sovjetunionen, der holdt landet besat til 21. august 1991, da Letlands fornyede selvstændighed blev anerkendt af Sovjetunionen. Besættelsesstyrkerne blev trukket ud af Letland efter gensidig overenskomst og var i det store hele trukket ud i slutningen af 1994. En radarstation i Skrunda var dog bemandet helt frem til 1998 for at give tid til at bygge en ny radarstation i Rusland.

## Politik
Letland har et parlament kaldet (Saeima) med 100 medlemmer, som bliver direkte valgt for en periode på fire år. Letlands præsident vælges af parlamentet for en periode på fire år. Præsidenten udnævner statsministeren, der udpeger sin regering, som derefter må vinde et tillidsvotum i parlamentet.
Den 20. september 2003 resulterede en folkeafstemning i 66,9% ja-stemmer for indtrædelse i EU, og den 1. maj 2004 blev Letland medlem af unionen. Landet har været NATO-medlem siden den 29. marts 2004.

## Geografi
Store dele af Letland er skovdækket, og landet har over 12.001 små floder og over 3.000 søer. Lubāns er Letlands største indsø (82 km²). Daugava er den længste flod. Dens totale længde er 1.020 km, hvoraf 367 km løber i Letland.
Det meste af landet består af frugtbare lavlandssletter med enkelte bakker i den østlige del af landet. Det højeste punkt er Gaiziņkalns (eller Gaiziņš), som er 312 m.
I nordvest ligger Rigabugten mod Østersøen. Hovedstaden Rīga ligger inderst i denne bugt ved floden Daugavas udløb. Andre større byer er Daugavpils længere op langs denne flod og Liepāja på vestkysten.
Det lettiske klima er maritimt og tempereret med kølige somre og moderat kolde, snerige vintre. Letland er inddelt i 36 novadi (dansk: ~ kommuner) og 7 byer med særstatus.

## Økonomi
Efter selvstændigheden har Letland afskaffet planøkonomien og er overgået til privat ejerskab af selskaber, banker og jord. Staten har dog beholdt et delvist ejerskab i enkelte større selskaber. Letland blev medlem af WTO i februar 1999.
Letlands overgangsøkonomi blev hårdt ramt af den russiske krise i 1998, og efter dette har lettiske myndigheder og selskaber orienteret sig mere mod eksport til EU-lande, hvilket har mindsket Letlands afhængighed af Rusland. Letland oplevede i løbet af 2000´erne en imponerende vækst, faktisk en af Europas højeste. Finanskrisen i 2008 ramte dog Letland så hårdt, at det var på randen af bankerot, BNP faldt med omtrent 22%. Dette gør Letland til det land i EU der blev ramt hårdest af krisen målt pr. år i BNP-fald. Lettisk økonomi er dog i bedring og har i 2011 og 2012 omvendt haft Europas hurtigst voksende BNP, samt et betydeligt fald i arbejdsløshed. Lettisk eksport har ligeledes oplevet stor vækst i løbet af 2011 og 2012 som konsekvens af landets kraftigt forbedrede konkurrenceevne. Letland erstattede efter mange års forberedelse sin hidtidige valuta, lats, med euroen den 1. januar 2014.

## Demografi
Letterne er de oprindelige indbyggere i Letland. Ca. 62.1% af landets indbyggere er etniske letter, mens ca. 26.9% er af russisk herkomst, og de udgør dermed den største minoritet i landet. I nogle byer, for eksempel Daugavpils og Rēzekne, er russere i majoritet.
Minoriteter fra andre lande som Hviderusland, Ukraine, Polen og Litauen bor også i Letland. Denne blanding af folkeslag er til dels historisk betinget, da omkring 20% af Letlands indbyggertal før 2. verdenskrig bestod af forskellige minoriteter. Den nuværende blanding af folkeslag skyldes for det første den store decimering af Letlands indbyggertal under 2. verdenskrig og deraf afledte besættelser, der medførte omkomne som følge af krig og Holocaust, deportation og likvidering af politisk anderledes tænkende, samt tusindvis af indbyggere på flugt mod Vesten efterhånden som udgangen af krigen tegnede sig klart for mange. For det andet medførte tilskyndet indvandring fra resten af Sovjetunionen under sovjettiden, at andelen af etniske letter i landet reduceredes fra ca. 80% i 1935 til 52% i 1989.
For i dag at være lettisk statsborger, skal man blandt andet kunne tale lettisk. Denne forordning har ramt de cirka 300.000 ikke-statsborgere i landet. Der er i øvrigt omkring 700.000 russisktalende i Letland, hvoraf en stor del også taler lettisk og dermed har kunnet få lettisk statsborgerskab.

### Sprog
Lettisk er et indoeuropæisk sprog tilhørende den østbaltiske sproggruppe. Det skrives med latinske skrifttegn, men har egne diakritiske tegn, som hovedsageligt er hentet fra det tjekkiske alfabet. Sproget er nærmest beslægtet med ẑemaitisk, letgallisk, litauisk og de nu uddøde sprog gammelpreussisk, preussisk og selisk.
Den 18. februar 2012 blev der afholdt folkeafstemning om, hvorvidt russisk skulle være landets andet officielle sprog. Forslaget blev nedstemt, da ca. 75% stemte nej.